# Баллени
Ба́ллени (англ. Balleny Islands) — архипелаг из трёх необитаемых островов вулканического происхождения в Южном океане (море Сомова), к югу от Новой Зеландии.

## География
В архипелаг входят три крупных острова — Янг, Бакл и Стердж, а также множество мелких островков и скал.
| Остров/Скала    | Площадь, км² | Наивысшая точка, м |
| --------------- | ------------ | ------------------ |
| Группа Янг      |              |                    |
| Seal Rocks      | 0,0          | 15                 |
| Pillar          | 0,0          | 51                 |
| Янг             | 225,4        | Freeman Peak 1340  |
| Роу             | 1,7          | 183                |
| Боррадеил       | 3,5          | 381                |
| Beale Pinnacle  | 0,0          | 61                 |
| Группа Бакл     |              |                    |
| Бакл            | 123,6        | 1238               |
| Scott Cone      | 0,0          | 31                 |
| Eliza Cone      | 0,0          | 67                 |
| Chinstrap Islet | 0,0          |                    |
| Sabrina Island  | 0,2          | 90                 |
| The Monolith    | 0,1          | 79                 |
| Группа Стердж   |              |                    |
| Стердж          | 437,4        | Браун-Пик 1524     |
| Всего           | 791,9        | 1524               |

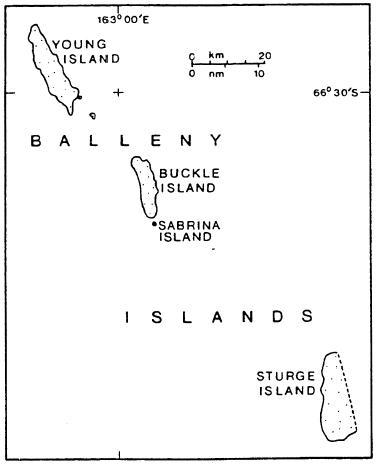
Остров Бакл в середине на карте.

Высота островов достигает 1524 м над уровнем моря, большая часть территории покрыта ледниками. В длину архипелаг растянулся примерно на 160 км.
На островах имеются большие колонии пингвина Адели и антарктических пингвинов.
Острова входят в зону действия Договора об Антарктике, однако, Новая Зеландия включает их в состав своих антарктических территорий (Территория Росса).

## История
Острова открыл английский мореплаватель Джон Баллени в 1839 году, в честь кого они и были названы.